# Гейсселс, Ромен
Ромен Гейсселс (нидерл. Romain Gijssels; 10 марта 1907, Нинове, Бельгия — 31 марта 1978, Париж, Франция) — бельгийский профессиональный шоссейный велогонщик в 1930-1936 годах. Победитель велогонок:  Тур Фландрии (1931, 1932), Париж — Рубе (1932), Бордо — Париж (1932).

## Достижения
1930
1-й — Этап 1 Critérium des Aiglons
1-й Гран-при Франсуа Фабера
1931
1-й Тур Фландрии
1-й GP Wolber
2-й Бордо — Париж
3-й Critérium des Aiglons — Генеральная классификация
1-й — Этап 2
3-й Схал Селс
3-й Париж — Брюссель
9-й Париж — Рубе
1932
1-й Париж — Рубе
1-й Тур Фландрии
1-й Бордо — Париж
3-й Circuit de Paris
5-й Париж — Брюссель
10-й Чемпионат мира — Групповая гонка (проф.)
1933
1-й Марсель — Лион
1-й Grand Prix de la ville de Saint-Nicolas
3-й Тур Фландрии
3-й Бордо — Париж
7-й Париж — Брюссель
1934
1-й Париж — Бельфор
2-й Париж — Тур
1935
3-й Critérium des As
1936
4-й Париж — Рубе
4-й Бордо — Париж
8-й Тур Фландрии